# Космај (Пале)
Космај је насељено мјесто у општини Пале, Република Српска, БиХ. Према попису становништва из 1991. у насељу је живјело 14 становника.

## Становништво
| Националност       | 1991. | 1981. | 1971. | 1961. |
| Срби               | 14    | 24    | 52    | 90    |
| остали и непознато |       |       |       |       |
| Укупно             | 14    | 24    | 52    | 90    |

| Демографија | Демографија | Демографија |
| Година      | Становника  | Становника  |
| ----------- | ----------- | ----------- |
| 1961.       | 90          |             |
| 1971.       | 52          |             |
| 1981.       | 24          |             |
| 1991.       | 14          |             |